# Språk- och litteraturcentrum

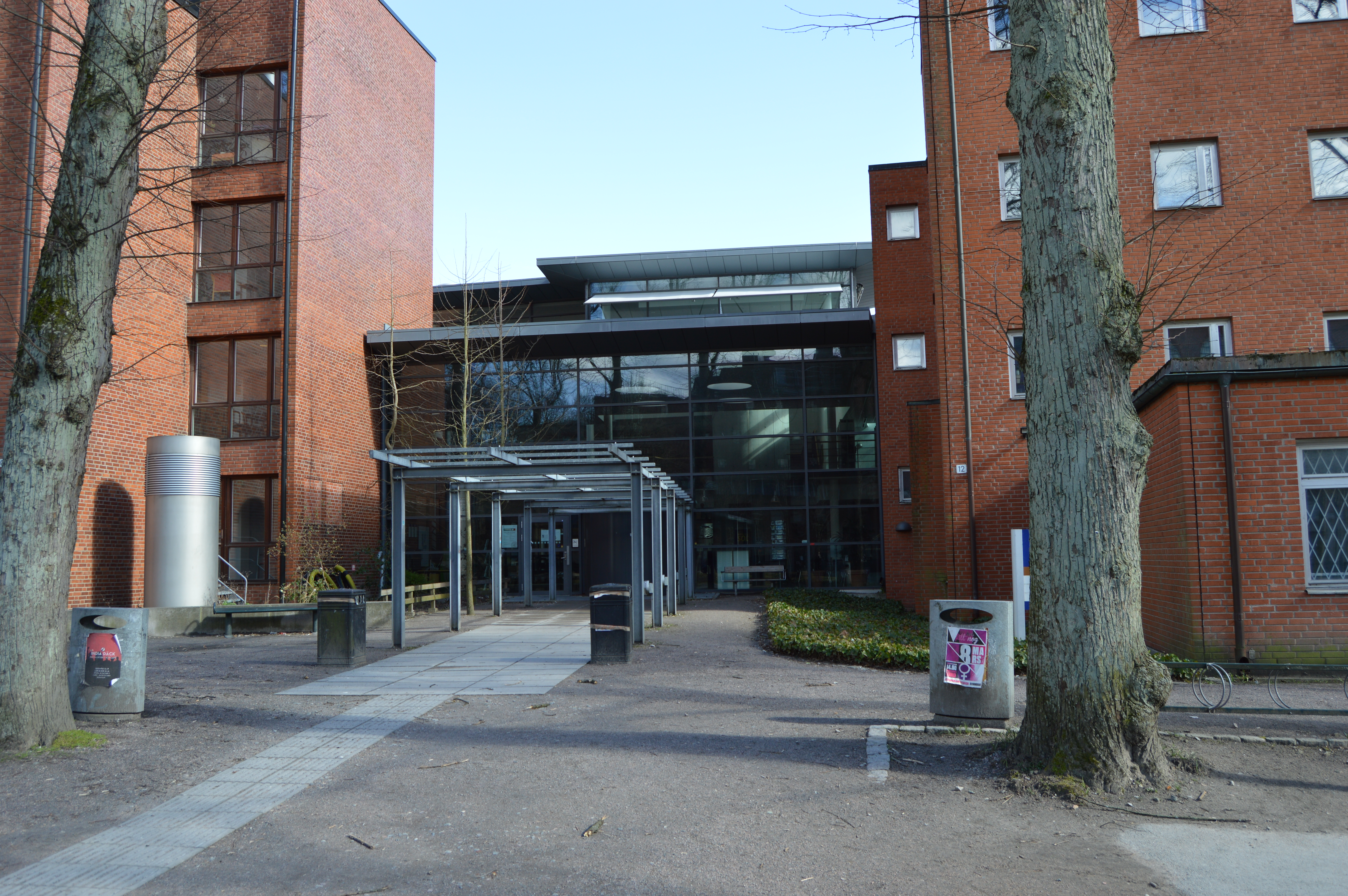
SOL-husens huvudentré.

Språk- och litteraturcentrum (förkortat och benämnt SOL) är en institution vid Lunds universitet som har sin fysiska hemvist i SOL-husen.
SOL-husen är ett byggnadskomplex beläget i Lund i kvarteret Absalon vid Helgonabacken. Komplexet skapades genom sammanbyggning av tre existerande byggnader och ett nytt bibliotek och invigdes den 30 augusti 2004. Nybyggnationerna ritades av Mats White vid Jais arkitekter som vann uppdraget genom en tävling 1999.

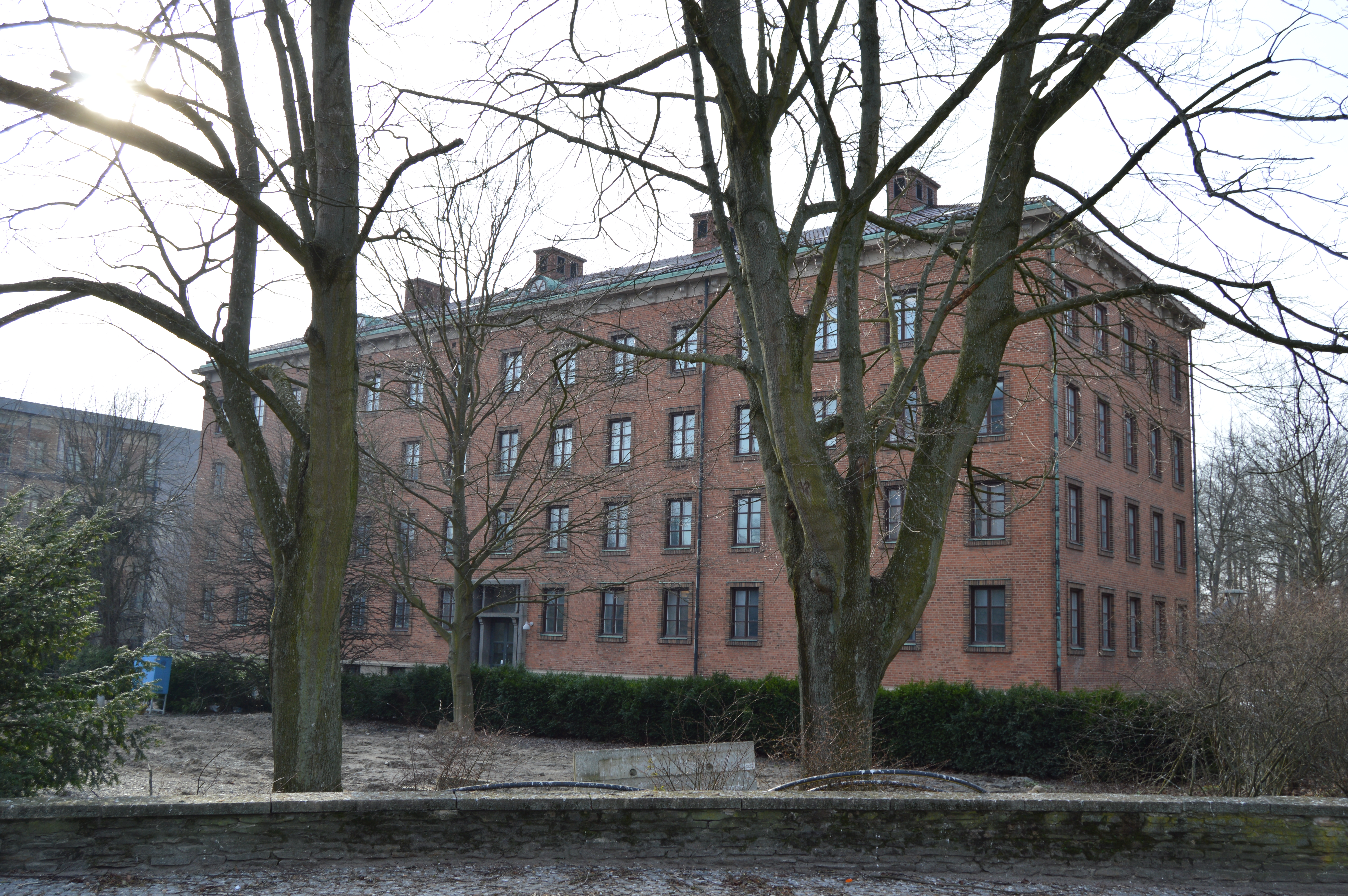
Lingvisten.

De tre tidigare fristående byggnader som byggts in i byggnadskomplexet är:
- Lingvisten, tidigare Geologen, byggt 1929-30 efter Nils A Blancks ritningar
- Humanisthuset, tidigare Humanisten, byggt 1959 efter Klas Anshelms ritningar
- Absalon, byggt 1978-79 efter Klas Anshelms ritningar

Huset vann Lunds stadsbyggnadspris 2004. Det har även nominerats till Kasper Salin-priset 2004 och Helgopriset 2008.